# Services de soutien au personnel et aux familles des Forces canadiennes
Les Services de soutien au personnel et aux familles des Forces canadiennes (SSPFFC) (en anglais : Canadian Forces Personnel and Family Support Services (CFPFSS)), autrefois connus sous le nom d’Agence de soutien du personnel des Forces canadiennes (ASPFC), sont chargés de l’administration des biens non publics au nom du Chef d’état-major de la Défense et de l’exécution de certains programmes, services et activités de bien-être et de maintien du moral. Les SSPFFC compte plus de 5 700 employés dans les bases, escadres et unités et au quartier général à Ottawa. En partenariat avec les bases, escadres et unités, les membres actifs de la Force régulière et de la Première réserve des Forces canadiennes, les membres retraités et libérés des FC, leur famille ainsi que les employés du ministère de la Défense nationale, des FNP et de la Gendarmerie royale du Canada (GRC) reçoivent les programmes, services et activités de bien-être et de maintien du moral requis.   
Avant l’unification des Forces canadiennes, presque toutes les activités des Biens non publics étaient  contrôlées et gérées au niveau local. En 1969, le Conseil du Trésor a instauré le concept de la mise en œuvre de programmes de bien-être et de maintien du moral (BEMM) par l’intermédiaire d’une combinaison de ressources publiques et de ressources des BNP. Immédiatement après l’unification en 1968, on a créé la Direction générale – Services du personnel (DGSP), qui relevait du Chef du personnel. La DGSP était responsable de l’administration des activités des BNP ainsi que des programmes de conditionnement physique et de sports financés par l’État. Parallèlement, la plupart des activités de revente ont été regroupées dans la nouvelle organisation appelée CANEX. En 1996, tous les éléments de la mise en œuvre des programmes de BEMM de l’État et des BNP ont été regroupés dans une même organisation des BNP, l’ASPFC. Des programmes publics de BEMM ont été instaurés par l’intermédiaire de l’organisation des BNP administrée par l’ASPFC et le coût de la mise en œuvre a été remboursé par l’État aux BNP.
Le 21 avril 2008, le conseil des Biens non publics a approuvé que le nom de l’organisation soit modifié d'Agence de soutien du personnel des Forces canadiennes à Services de soutien au personnel et aux familles des Forces canadiennes (SSPFFC). Les SSPFFC ont été créés pour consolider le soutien au personnel et aux familles dans l’ensemble des Forces canadiennes au sein d’une seule organisation.